# تپه شیخ با
تپه شیخ با مربوط به سده‌های ۴ تا ۷ ه.ق است و در شهرستان شاهرود، بخش بیارجمند، دهستان خوارتوران، ۱/۵ کیلومتری شمال شرق روستای نووه واقع شده و این اثر در تاریخ ۳ خرداد ۱۳۸۶ با شمارهٔ ثبت ۱۹۱۸۰ به‌عنوان یکی از آثار ملی ایران به ثبت رسیده است.